# كمال إبراهيم (لاعب كرة قدم)
كمال إبراهيم (بالإنجليزية: Kamal Ibrahim)‏ (26 يوليو 1992 في إثيوبيا - ) هو لاعب كرة قدم أسترالي في مركز الوسط. شارك مع منتخب أستراليا تحت 17 سنة لكرة القدم ومنتخب أستراليا تحت 20 سنة لكرة القدم. أما مع النوادي، فقد لعب مع نادي ملبورن سيتي ونادي جنوب ملبورن وهايدلبرغ يونايتد ‏ وBentleigh Greens SC ‏ وPort Melbourne SC ‏.

## وصلات خارجية
- كمال إبراهيم على موقع قاعدة بيانات كرة القدم.إي يو (الإنجليزية)
- كمال إبراهيم على موقع Soccerway.com (الإنجليزية)
- كمال إبراهيم على موقع عالم كرة القدم.نت (الإنجليزية)